# 중화전 및 중화문
덕수궁의 중화전 및 중화문(德壽宮의中和殿및中和門)은 각각 덕수궁의 정전(正殿)과 정전으로 드나드는 정문이다. 덕수궁의 본래 이름은 경운궁(慶運宮)이다.
중화전 앞뜰에는 공식적인 조정회의나 기타 국가적인 의식이 있을 때 문무백관들의 위치를 표시한 품계석(品階石)이 어도(御道) 좌우로 배열되어 있다. 원래 중화전 영역 주위에는 장방형으로 2칸 폭의 행랑이 둘러 있었으나, 일제강점기에 모두 철거되고, 현재는 동남부 모퉁이의 7칸만 남아 있다.

## 역사

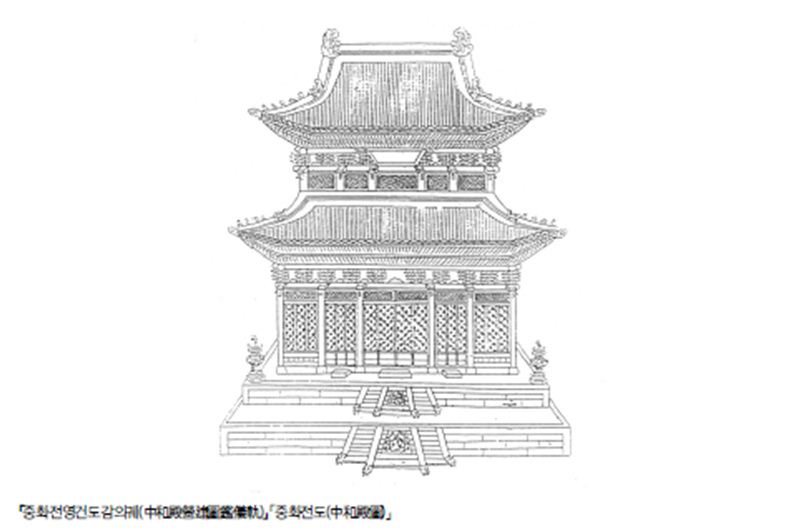
중화전영건도감의궤에 그려진 중화전의 모습

경운궁의 정전은 즉조당(卽祚堂)이었는데, 고종이 대한제국의 황제가 되면서 1902년 즉조당 앞에 새로 중층 건물을 지어 중화전이라 하였다. 경운궁 중화전은 고종황제가 경운궁에 재위하는 동안 정전으로 사용하였던 건물로, 광무 8년(1904년) 함녕전에서 시작된 화재로 소실된 후 1906년 단층 전각으로 중건되었다. 이때 신축 공사 과정은 "중화전영건도감의궤"에 상세히 기록되었다.

## 건물

### 중화전

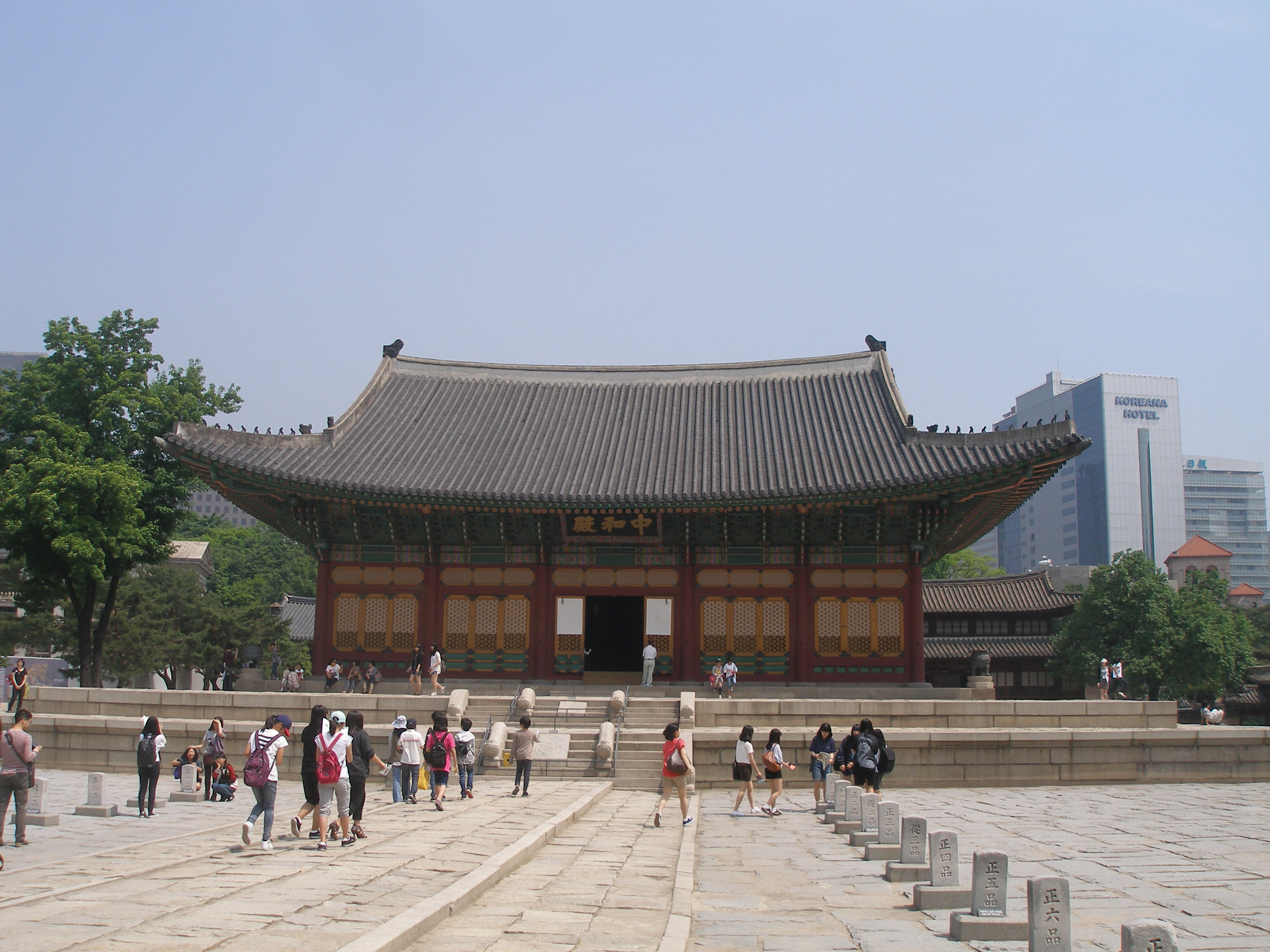
중화전

2중의 넓은 월대 위에 세워진 중화전은 창덕궁 인정전(仁政殿)과 같이 정면 5칸, 측면 4칸 규모의 다포계 팔작지붕을 하였다. 기단의 둘레는 난간을 두르지 않았으며, 사방에 계단을 설치하였다. 건물은 약간 서쪽으로 방향을 튼 남향을 하였다.
하월대는 지대석 위에 장대석 두 벌대를 쌓고 그 위에 갑석을 얹었으며, 상월대는 장대석 두 벌대로 설치되었다. 상·하월대 상면에는 잘 다듬은 방형 화강석 박석을 깔았으며, 하월대 전면 좌우와 후면에는 각기 계단이 한 벌씩 놓였다. 기단 상부는 전을 깔았고 좌우에는 향로를 놓았다.
내부 중앙 후측 고주 사이에는 어좌가 놓여 있고, 그 뒤에는 일월오봉도(日月五峰圖)를 그린 병풍이 있으며, 그 상부에는 보개(寶蓋) 천장이 마련되었다. 천장은 모두 우물천장인데, 내진(內陣) 천장의 중심부에는 위로 쑥 들어간 감입형 천장을 설치하고, 그 안에 두 마리의 용을 조각하여 황제를 상징하였다. 전·후면 어칸에는 사분합 꽃살문, 어칸 좌우 한 칸과 양측면 남쪽 두 번째 칸에는 삼분합 꽃살문, 나머지 칸에는 모두 삼분합 꽃살창을 설치하였으며, 상부 전체에는 빛살 광창을 설치하였다. 내부 바닥은 전돌을 깔았다.
가구(架構)는 기둥 윗몸을 창방으로 짜 맞추고 그 위에 평방을 놓았으며, 기둥머리에는 안초공을 설치하고 내4출목, 외3출목의 포작을 짜 올렸고, 그리고 주심포 사이 어칸에 3개, 나머지 칸에 2개씩 공포를 배열하였다.

### 중화문

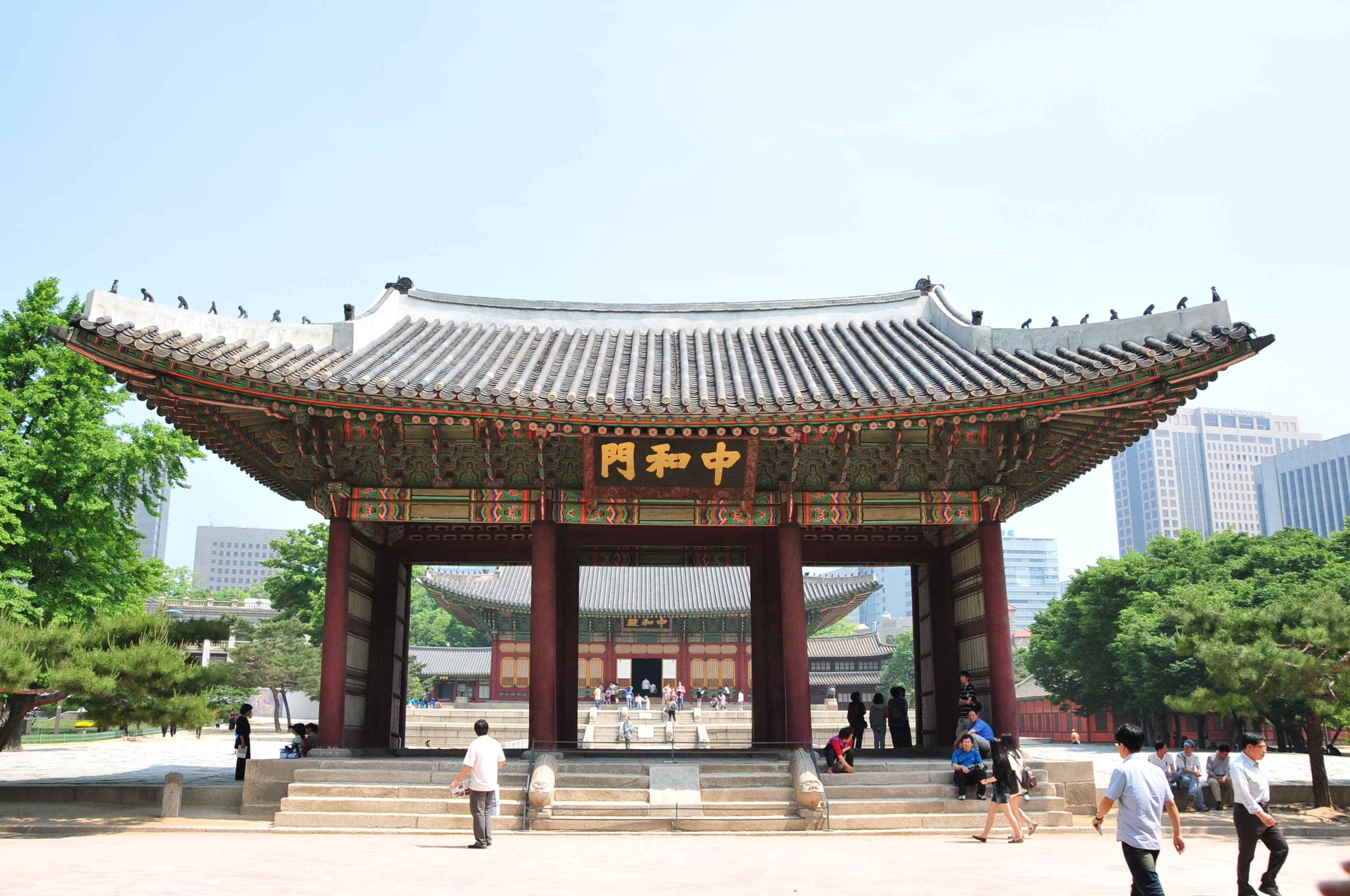
중화문

중화전과 함께 재건된 중화문은 경운궁의 중문이자 중화전의 정문이다. 전을 깐 기단 위에 정면 3칸 측면 2칸의 규모로, 중앙열 세 칸에 모두 판문을 달았다.
중화문은 건물 전면을 덮을 정도로 넓고 완만한 돌계단 위에 세워졌다. 가운데 문은 좌우의 문보다 문둔테 만큼 높으며, 문 위에는 풍형 홍살을 꾸며 놓았다. 비록 단층이기는 하지만 기둥의 높이가 훤칠하게 높아서, 문을 통해 중화전의 위풍이 나타나도록 설계되었다. 구조는 다포계 형식으로 살미첨차들이 서로 붙고, 내부는 운공형식으로 조각되어 있으며 팔작지붕이다. 가구는 5량가이다.

## 같이 보기
- 덕수궁
- 근정전
- 인정전
- 명정전
- 숭정전